# La donna del lago
La donna del lago  é uma ópera-séria de Gioachino Rossini com libreto de Andrea Leone Tottola, baseado no poema de Sir Walter Scott.
Foi a primeira, baseada na Obra do poeta romântico Sir Walter Scott. Em 1840, quase 20 anos depois de La donna del Lago, houve 25 óperas italianas baseadas em Scott (a mais famosa é Lucia di Lammermoor de Donizetti, outras em alemão, francês e inglês).
Teve a estreia no Teatro San Carlo, Nápoles, em 24 de outubro de 1819. O elenco incluiu Isabella Colbran (Elena), Benedetta Rosmunda Pisaroni (Malcolm) e Giovanni David (King James). Foi realizada em Londres em fevereiro de 1823 e teve a sua estreia americana em Nova Orleans, em Junho de 1829. O trabalho foi praticamente ignorado por um século até um revival de Florença, em 1958. Foi realizado no Festival Camden, Londres, em 1969, com Kiri Te Kanawa no papel principal.
Em 1981, após uma ausência de quase 150 anos na América, a produção foi montada pelo Houston Grand Opera, com Frederica von Stade, Marilyn Horne, Rockwell Blake e dirigida por Claudio Scimone. O mesmo elenco e produção foram posteriormente apresentadas em Covent Garden em 1983. O Ópera Festival Rossini em Pesaro apresentou o trabalho com Katia Ricciarelli, Lucia Valentini Terrani e Samuel Ramey.
Em 1992, para assinalar o bicentenário do nascimento de Rossini, o La Scala monta a sua primeira produção da ópera em 150 anos, com um elenco que incluía, Rockwell Blake, e Chris Merritt, dirigida por Werner Herzog e conduzida por Ricardo Muti.
| Papéis                                                     | Voz           | Estreia, 24 de outubro, 1819 (Maestro: Gioachino Rossini) |
| ---------------------------------------------------------- | ------------- | --------------------------------------------------------- |
| Elena, the Lady of the Lake                                | soprano       | Isabella Colbran                                          |
| Malcolm                                                    | contralto     | Benedetta Rosmunda Pisaroni                               |
| King James V of Scotland/Uberto                            | tenor         | Giovanni David                                            |
| Douglas, father of Elena and former tutor to King James    | bass          | Michele Benedetti                                         |
| Rodrigo, chief of the Highlanders                          | tenor         | Andrea Nozzari                                            |
| Serano                                                     | tenor         | Gaetano Chizzola                                          |
| Albina                                                     | mezzo-soprano | Maria Manzi                                               |
| Bertram                                                    | bass          | Massimo Orlandini                                         |
| Pastores, caçadores, homens, Highlanders, cortesãos - coro |               |                                                           |

## Gravações Selecionadas
- La donna del lago, June Anderson, Martine Dupuy, Rockwell Blake, Chris Merritt, Direção Riccardo Muti (gravado ao Vivo, 1992) (CD - Philips, 1994) / (DVD - Teatro alla Scala)
- La donna del lago, Montserrat Caballé, Direção Piero Bellugi (Opera D'oro)
- La donna del lago - Katia Ricciarelli, Lucia Valentini Terrani, Dalmacio Gonzales, Dano Raffanti, Samuel Ramey, Direção Maurizio Pollini - (CBS/Sony 1983) - 2 cds (estúdio)

1. ↑  The Bel Canto Operas, Charles Osborne (1994), p.94.
2. ↑  Viking Opera Guide ed. Holden (Viking, 1993)
3. 1 2 3  J. Warrack and E. West, The Oxford Dictionary of Opera (1992).
4. ↑  OPERA: HOUSTON DIGS UP ROSSINI 'DONNA DEL LAGO', Donald Henahan, New York Times, October 17, 1981.